# Obertshausen
Obertshausen – miasto w Niemczech, w kraju związkowym Hesja, w rejencji Darmstadt, w powiecie Offenbach. 30 września 2015 liczyło 24 285 mieszkańców.

## Geografia
Obertshausen leży w południowej Hesji, nieopodal gór Odenwald i Spessart. Jest jednym z trzynastu miast i gmin w powiecie Offenbach. Leży w lesistej wschodniej części Niziny Rhein-Main, na południe od Renu, na południowy wschód od Frankfurtu nad Menem i Offenbach am Main na wysokości 113 m n.p.m. Na południowy zachód od miasta leży Darmstadt. Na południowy zachód leży miasto Hanau (powiat Main-Kinzig).
W granicach administracyjnych miasto ma powierzchnię 13,62 km²; z czego ponad 57% (7,8 km²) stanowią lasy oraz grunty orne.
Na północnym zachodzie Obertshausen graniczy z miastem powiatowym Offenbach am Main, z jego dzielnicami Bieber oraz Tempelsee, na północy z miastem Mühlheim am Main (dzielnica Lämmerspiel), na północnym wschodzi z Hanau (dzielnice Steinheim oraz Klein-Auheim) na wschodzie z gminą Hainburg, na południowym wschodzie z miastem Rodgau (dzielnica Weiskirchen) oraz na południowym zachodzie z miastem Heusenstamm.
Obertshausen składa się z dwóch dzielnic: Obertshausen na południowym zachodzie oraz Hausen na północnym wschodzie. Obie dzielnice mają zbliżoną liczbę mieszkańców.

## Współpraca
Miejscowości partnerskie:
- Laakirchen, Austria
- Meiningen, Turyngia
- Sainte-Geneviève-des-Bois, Francja